# دوري سلوفينيا لكرة القدم 1996–97
دوري سلوفينيا لكرة القدم 1996–97 (بالإيطالية: Prva slovenska nogometna liga 1996-1997)‏ هو الموسم 6 من  دوري سلوفينيا لكرة القدم. أقيم خلال الفترة 4 أغسطس 1996 وحتى 1 يونيو 1997، والذي يشرف على تنظيمه اتحاد سلوفينيا لكرة القدم، وكان عدد الأندية المشاركة فيه  10، وفاز فيه نادي ماريبور.